# Narusa
Narusa (deutsch Narz) ist ein Ort in der polnischen Woiwodschaft Ermland-Masuren. Er gehört zur Stadt-und-Land-Gemeinde Frombork (Frauenburg) im Powiat Braniewski (Kreis Braunsberg).

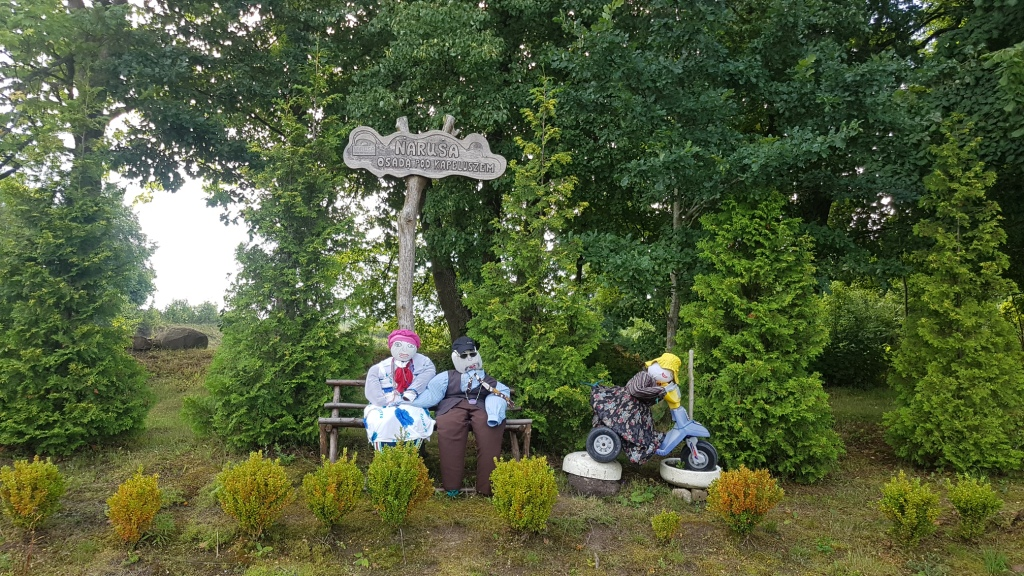
Willkommensschild an der Woiwodschaftsstraße in Narusa

## Geographische Lage
Narusa liegt am gleichnamigen Flüsschen im Nordwesten der Woiwodschaft Ermland-Masuren, 13 Kilometer südwestlich der Kreisstadt Braniewo (Braunsberg).
|  |

## Geschichte
Der kleine Ort Natz, nach 1820 Narz genannt, bestand aus ein paar kleinen Höfen. Als Landgemeinde kam Narz 1874 zum neu errichteten Amtsbezirk Sonnenberg (polnisch Bogdany) im ostpreußischen Kreis Braunsberg innerhalb des Regierungsbezirks Königsberg. Im Jahre 1910 zählte Narz 63 Einwohner.
Als am 5. November 1928 der Amtsbezirk Sonnenberg in „Amtsbezirk Betkendorf“ (polnisch Biedkowo) umbenannt wurde, wurde Narz wenige Tage später in die Stadtgemeinde Frauenburg (polnisch Frombork) umgegliedert.
In Kriegsfolge fiel 1945 das gesamte südliche Ostpreußen an Polen. In diesem Zusammenhang erhielt Narz die polnische Namensform „Narusa“ und ist heute eine Ortschaft im Verbund der Gmina Frombork (Stadt-und-Land-Gemeinde Frauenburg) im Powiat Braniewski (Kreis Braunsberg), von 1975 bis 1998 der Woiwodschaft Elbląg, seither der Woiwodschaft Ermland-Masuren zugehörig. Im Jahre 2021 zählte Narusa 124 Einwohner.

## Religion

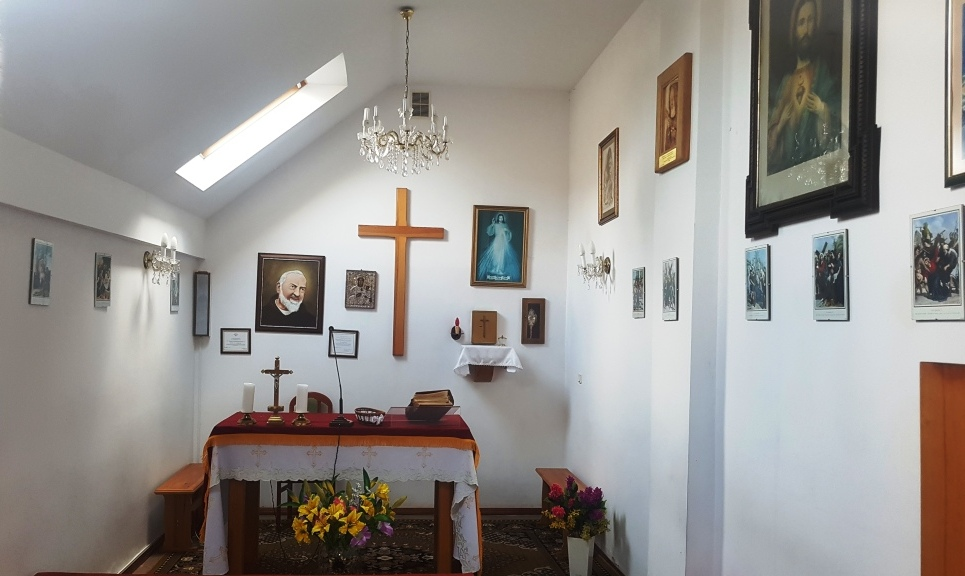
Reliquien des Ojca Pio in der Kapelle in Narusa

### Römisch-katholische Kirche
Seit 2004 steht in Narusa eine Kapelle, die dem Hl. Pater Pio geweiht ist und in der Reliquien von ihm aufbewahrt werden. Pater Pio wurde 2002 von Papst Johannes Paul II. heiliggesprochen.
Die Narusaer Kapelle ist eine Filialkapelle der Pfarrei in Frombork im Dekanat Braniewo im Erzbistum Ermland.

### Evangelische Kirche
In Narz gab und in Narusa gibt es keine evangelische Kirche. Vor 1945 war Narz in die evangelische Kirche Frauenburg in der Kirchenprovinz Ostpreußen der Kirche der Altpreußischen Union eingepfarrt. Das Dorf gehört jetzt zur Evangelisch-Augsburgischen Kirche in Polen.

## Verkehr

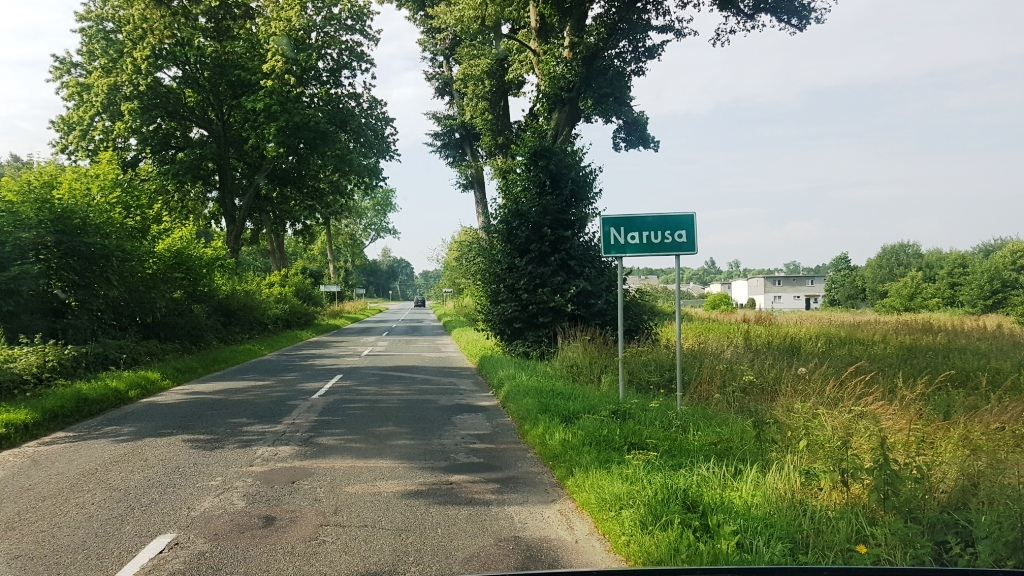
Ortseinfahrt Narusa der Woiwodschaftsstraße 504 (Reichsstraße 1)

Narusa liegt an der polnischen Woiwodschaftsstraße 504 von Braniewo (Braunsberg) nach Elbląg (Elbing) auf der Trasse der einstigen deutschen Reichsstraße 1 von Berlin nach Königsberg (Preußen).
Die nächste Bahnstation ist Święty Kamień (vor 1945: „Wieck-Luisenthal“) an der früher „Haffuferbahn“ genannten Bahnstrecke Elbląg–Braniewo (PKP-Linie 254), die heute nur noch sporadisch befahren wird.